# Manbuk
Manbuk – miasto w zachodniej Etiopii. Położone w Strefie Metekel Regionu Beniszengul-Gumaz. Leży niedaleko południowego stoku szczytu Belaya na wysokości 1200 m n.p.m. Jest ośrodkiem administracyjnym woredy Dangur i największą miejscowością w niej. Według danych szacunkowych na rok 2010 liczy 6 340 mieszkańców.